# Bosjean
Bosjean est une commune française située dans le département de Saône-et-Loire en région Bourgogne-Franche-Comté.

## Géographie
Bosjean fait partie de la Bresse louhannaise.

### Climat
Pour des articles plus généraux, voir Climat de la Bourgogne-Franche-Comté et Climat de Saône-et-Loire.
En 2010, le climat de la commune est de type climat océanique dégradé des plaines du Centre et du Nord, selon une étude du Centre national de la recherche scientifique s'appuyant sur une série de données couvrant la période 1971-2000. En 2020, Météo-France publie une typologie des climats de la France métropolitaine dans laquelle la commune est exposée à un climat semi-continental et est dans la région climatique Bourgogne, vallée de la Saône, caractérisée par un bon ensoleillement (1 900 h/an), un été chaud (18,5 °C), un air sec au printemps et en été et des vents faibles.
Pour la période 1971-2000, la température annuelle moyenne est de 10,8 °C, avec une amplitude thermique annuelle de 17,4 °C. Le cumul annuel moyen de précipitations est de 1 006 mm, avec 11,9 jours de précipitations en janvier et 8,2 jours en juillet. Pour la période 1991-2020, la température moyenne annuelle observée sur la station météorologique de Météo-France la plus proche, « Lombard », sur la commune de Lombard à 13 km à vol d'oiseau, est de 12,1 °C et le cumul annuel moyen de précipitations est de 1 128,6 mm. 
La température maximale relevée sur cette station est de 39,5 °C, atteinte le 24 juillet 2019 ; la température minimale est de −16,5 °C, atteinte le 5 février 2012,,.
Les paramètres climatiques de la commune ont été estimés pour le milieu du siècle (2041-2070) selon différents scénarios d'émission de gaz à effet de serre à partir des nouvelles projections climatiques de référence DRIAS-2020. Ils sont consultables sur un site dédié publié par Météo-France en novembre 2022.

## Urbanisme

### Typologie
Au 1er janvier 2024, Bosjean est catégorisée commune rurale à habitat très dispersé, selon la nouvelle grille communale de densité à sept niveaux définie par l'Insee en 2022.
Elle est située hors unité urbaine et hors attraction des villes,.

### Occupation des sols
L'occupation des sols de la commune, telle qu'elle ressort de la base de données européenne d’occupation biophysique des sols Corine Land Cover (CLC), est marquée par l'importance des territoires agricoles (66,8 % en 2018), une proportion sensiblement équivalente à celle de 1990 (67,1 %). La répartition détaillée en 2018 est la suivante : terres arables (50,5 %), forêts (30,7 %), zones agricoles hétérogènes (13,8 %), prairies (2,5 %), zones urbanisées (2,4 %), milieux à végétation arbustive et/ou herbacée (0,1 %). L'évolution de l’occupation des sols de la commune et de ses infrastructures peut être observée sur les différentes représentations cartographiques du territoire : la carte de Cassini (XVIIIe siècle), la carte d'état-major (1820-1866) et les cartes ou photos aériennes de l'IGN pour la période actuelle (1950 à aujourd'hui).

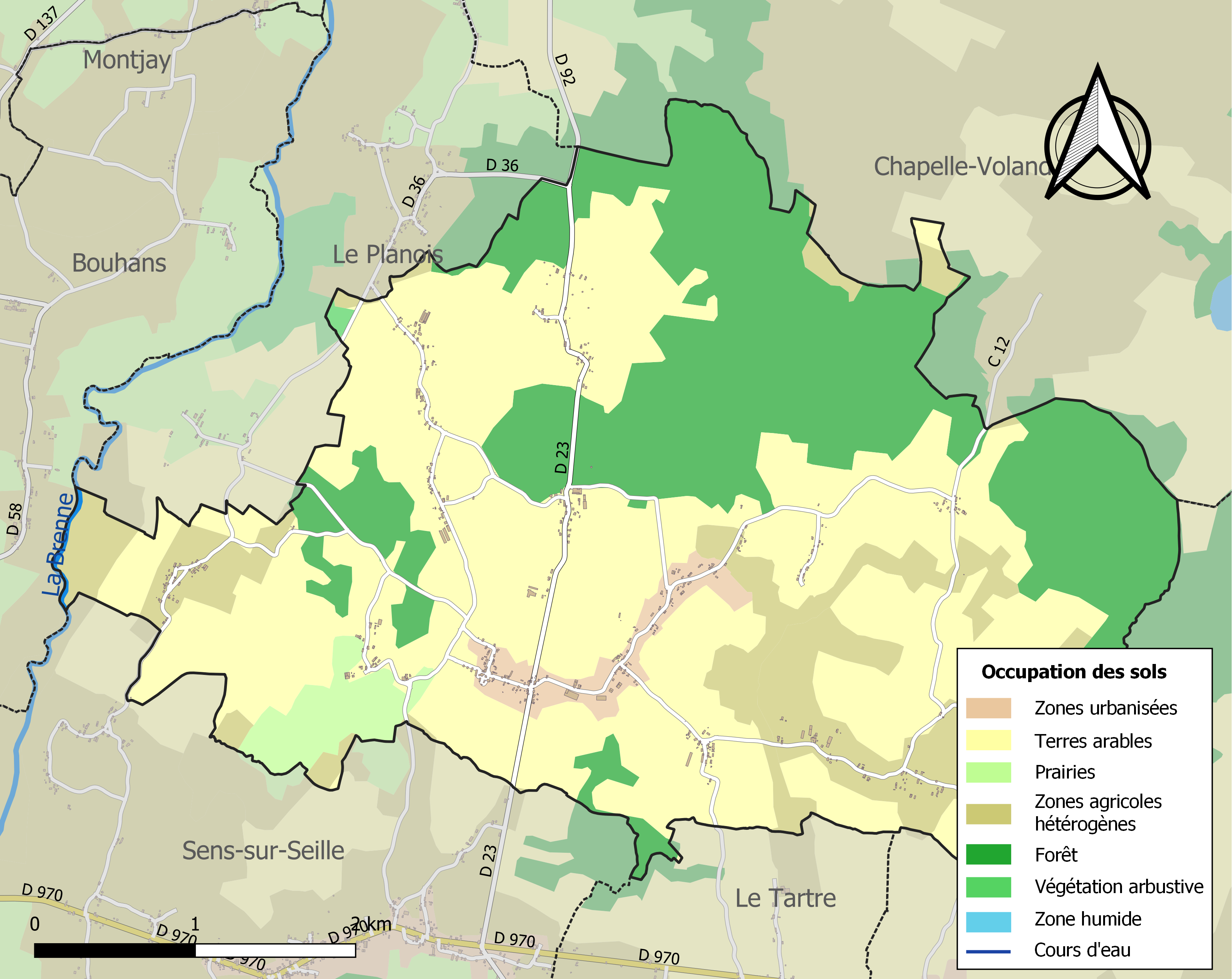
Carte des infrastructures et de l'occupation des sols de la commune en 2018 (CLC).

## Histoire
Jusqu'à la Révolution française, Bosjean, localité du département de Saône-et-Loire relevant depuis 1801 du diocèse d'Autun, dépendit du diocèse de Besançon.
À la Panissière a longtemps fonctionné une école de hameau, construite en 1911.

## Politique et administration

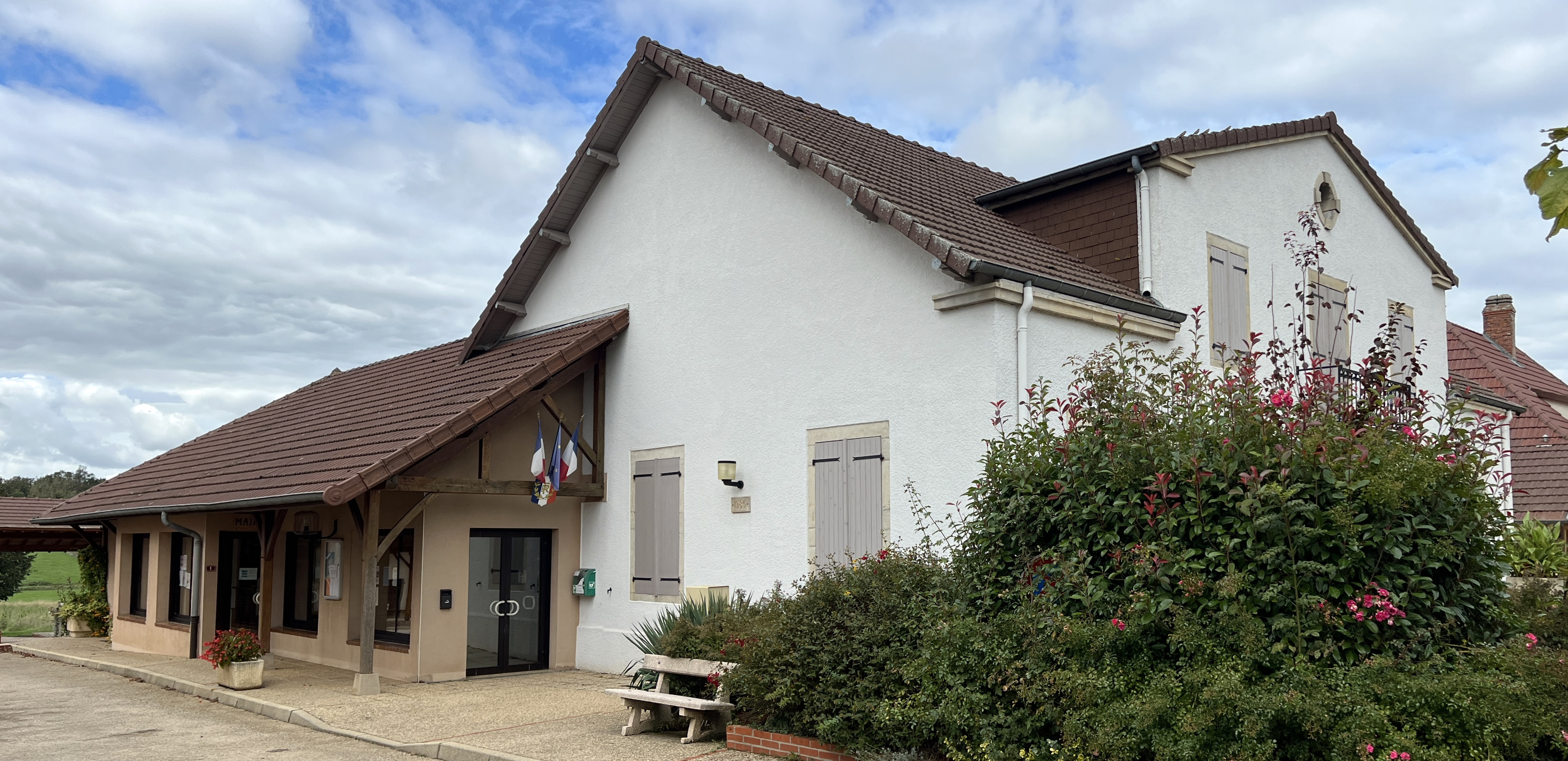
La mairie

### Tendances politiques et résultats

#### Élections présidentielles
Le village de Bosjean place en tête à l'issue du premier tour de l'élection présidentielle française de 2017, Marine Le Pen (RN) avec 28,27 % des suffrages. Mais lors du second tour, Emmanuel Macron (LaREM) est en tête avec 56,04 %.

#### Élections régionales
Le village de Bosjean place la liste "Pour la Bourgogne et la Franche-Comté" menée par Gilles Platret (LR) en tête, dès le 1er tour des élections régionales de 2021 en Bourgogne-Franche-Comté, avec 38,37 % des suffrages. Lors du second tour, les habitants décideront de placer la liste de "Notre Région Par Cœur" menée par Marie-Guite Dufay, présidente sortante (PS) en tête, avec cette fois-ci, près de 39,18 % des suffrages. Devant les autres listes menées par Gilles Platret (LR) en seconde position avec 34,02 %, Julien Odoul (RN), troisième avec 20,62 % et en dernière position celle de Denis Thuriot (LaREM) avec 6,19 %. Il est important de souligner une abstention record lors de ces élections qui n'ont pas épargné le village de Bosjean avec lors du premier tour 60,43 % d'abstention et au second, 55,22 %.

#### Élections départementales
Le village de Bosjean faisant partie du canton de Pierre-de-Bresse place le binôme de Aline Gruet (DVD) et Sébastien Jacquard (DVD), en tête, dès le 1er tour des élections départementales de 2021 en Saône-et-Loire avec 59,30 % des suffrages. Lors du second tour, les habitants décideront de placer de nouveau le binôme de Aline Gruet (DVD) et Sébastien Jacquard (DVD), en tête, avec cette fois-ci, près de 78,65 % des suffrages. Devant l'autre binôme menée par Ghislaine Fraisse (RN) et Bertrand Rouffiange (DVD) qui obtient 21,35 %. Il est important de souligner une abstention record lors de ces élections qui n'ont pas épargné le village de Bosjean avec lors du premier tour 60,43 % d'abstention et au second, 54,78 %.

### Liste des maires de Saint-Germain-du-Bois
| Période                                  | Période   | Identité           | Étiquette | Qualité     |
| ---------------------------------------- | --------- | ------------------ | --------- | ----------- |
| juin 1995                                | mars 2008 | René Lonjarret     |           | Agriculteur |
| mars 2008                                | En cours  | Françoise Jacquard |           |             |
| Les données manquantes sont à compléter. |           |                    |           |             |

## Démographie
L'évolution du nombre d'habitants est connue à travers les recensements de la population effectués dans la commune depuis 1793. Pour les communes de moins de 10 000 habitants, une enquête de recensement portant sur toute la population est réalisée tous les cinq ans, les populations de référence des années intermédiaires étant quant à elles estimées par interpolation ou extrapolation. Pour la commune, le premier recensement exhaustif entrant dans le cadre du nouveau dispositif a été réalisé en 2007.

En 2022, la commune comptait 311 habitants, en évolution de −0,64 % par rapport à 2016 (Saône-et-Loire : −1,06 %, France hors Mayotte : +2,11 %).
| 1793 | 1800 | 1806 | 1821 | 1831 | 1836  | 1841  | 1846  | 1851  |
| ---- | ---- | ---- | ---- | ---- | ----- | ----- | ----- | ----- |
| 850  | 761  | 935  | 910  | 933  | 1 057 | 1 066 | 1 037 | 1 010 |

| 1856 | 1861 | 1866 | 1872 | 1876 | 1881  | 1886 | 1891 | 1896 |
| ---- | ---- | ---- | ---- | ---- | ----- | ---- | ---- | ---- |
| 976  | 981  | 954  | 945  | 990  | 1 014 | 962  | 962  | 965  |

| 1901 | 1906 | 1911 | 1921 | 1926 | 1931 | 1936 | 1946 | 1954 |
| ---- | ---- | ---- | ---- | ---- | ---- | ---- | ---- | ---- |
| 978  | 991  | 982  | 828  | 777  | 734  | 743  | 650  | 598  |

| 1962 | 1968 | 1975 | 1982 | 1990 | 1999 | 2006 | 2007 | 2012 |
| ---- | ---- | ---- | ---- | ---- | ---- | ---- | ---- | ---- |
| 519  | 417  | 339  | 275  | 292  | 285  | 305  | 308  | 320  |

| 2017 | 2022 | - | - | - | - | - | - | - |
| ---- | ---- | - | - | - | - | - | - | - |
| 308  | 311  | - | - | - | - | - | - | - |

## Vie locale

### Culte
Bosjean est rattachée à la paroisse de la Sainte-Trinité-en-Bresse, créée en 2000, qui compte 23 bourgs (et dont le siège se trouve à Saint-Germain-du-Bois).

## Personnalités liées à la commune
Claude Fyot de La Marche, comte de Bosjean.